# Новое Аракчино
Новое Аракчино́ (тат. Яңа Уракчы, Yaña Uraqçı) — посёлок в Кировском районе Казани.

## Расположение
Посёлок расположен на берегу Волги, между посёлками Новостройка на западе и Старое Аракчино на востоке.

## История
Остановочный пункт Новое Аракчино был основан в 1894 году; местность вокруг неё была известна до революции и первые годы после неё как дачное место. Как отдельный населённый пункт начинает упоминаться с конца 1930-х – начала 1940-х годов.
Новое Аракчино административно относилось к Юдинскому (1938–1958) и Зеленодольскому (1958–1963) районам Татарской АССР; в 1964–1965 годах в составе пгт Красная Горка; в 1962 году состав Нового Аракчино вошёл посёлок треста № 14. На низшем административном уровне до первой половины 1930-х года входило в Красногорский сельсовет.
Новое Аракчино (как часть Красной Горки) было присоединено к Казани в 1965 году. Вскоре после присоединения к Казани, в 1966–1969 годах, часть улиц посёлка была переименована в целях устранения дублирующих названий.
В позднесоветский период крупнейшими предприятиями местности являлись комбинат производственных предприятий треста «Казтрансстрой» (282 работника в 1979 году, средняя месячная зарплата 176 руб.), управление механизации того же треста (529 раб. в 1979, ср. з/п 125 руб), Аракчинский гипсовый завод треста «Промстройматериалы» (152 раб. в 1979 г., ср. з/п 152 руб.).
В советское время часть домов посёлка имела ведомственную принадлежность (Казанское отделение ГЖД, трест «Казтрансстрой», Аракчинский гипсовый завод).

## Улицы
- Вагонная
- Гипсовая (тат. Гипс урамы, Gips uramı). Начинаясь от Приволжской улицы, заканчивается пересечением с Объединённой улицей.
- Железнодорожный переулок
- Завокзальная
- Запрогонная (тат. Мал куу юлы аръягы урамы, Mal quu yulı aryağı uramı). Начинаясь от Вагонной улицы, заканчивается у озера.
- Лаишевская (тат. Лаеш урамы, Layış uramı, бывшая улица 8 Марта, переименована 28 ноября 1967 года).[11] Начинаясь от Летней улицы, пересекается с безымянным проезд и заканчивается внутри квартала.
- Летняя (тат. Җәйге урам, Cäyge uram, бывшая Западная улица, переименована 28 ноября 1967 года).[11] Начинаясь от Прибрежного переулка, пересекает Лаишевскую, Минусинскую улицы и заканчивается пересечением с улицей Станюковича.
- Минусинская
- Новгородская (тат. Новгород урамы, Novgorod uramı, бывшая Полевая улица, переименована 28 ноября 1967 года).[11] Начинаясь от Прибрежного переулка, пересекает улицы Станюковича, Поперечно-Тальниковая, Тальниковая, Новгородский переулок и заканчивается пересечением с Приволжской улицей.
- Новгородский переулок (тат. Новгород тыкрыгы, Novgorod tıqrığı, бывшая Прогонная улица, переименована 28 ноября 1967 года).[11] Начинаясь от Прибрежного переулка, пересекает улицы Станюковича, Поперечно-Тальниковая, Тальниковая, Новгородский переулок и заканчивается пересечением с Приволжской улицей.
- Поперечно-Тальниковая (тат. Аркылы Таллык урамы, Arqılı Tallıq uramı, бывшая Поперечно-Колхозная улица, переименована 27 июля 1977 года). Начинаясь от Приволжской улицы, пересекает Новгородскую и Тальниковую улицы и заканчивается пересечением с Вагонной улицей.
- Поселковый переулок
- Прибрежный переулок
- Приволжская
- Станюковича (тат. Станүкович урамы, Stanükoviç uramı, бывшая Вокзальная улица, переименована 28 ноября 1967 года).[11] Начинаясь от Приволжской улицы, пересекает улицы Новгородская и Летняя и заканчивается пересечением с Вагонной улицей.
- Тальниковая (тат. Таллык урамы, Tallıq uramı, бывшая Колхозная улица, переименована 27 июля 1977 года). Начинаясь внутри квартала, пересекает Поперечно-Тальниковую улицу и заканчивается пересечением с Тальниковым переулком.
- Тальниковый переулок (тат. Таллык тыкрыгы, Tallıq tıqrığı, бывшая Колхозный переулок, назван 18 февраля 1969 года, переименован 27 июля 1977 года).[12] Начинаясь от Вагонной улицы, пересекает  Тальниковую улицу и заканчивается пересечением с Новгородской улицей.

## Транспорт
- станция Новое Аракчино.
- автобусные остановки «Новое Аракчино», «Затон», «Гипсовый завод» (маршруты №№ 2 и 45).